# میر سید حسین اخلاطی
کمال الدین حسین الحسینی معروف به اخلاطی بن علی حسینی افطسی و ملفب به کمال الدین حسینی از دانشمندان علوم غریبه از جمله علوم جفر است.، حروف، خافیه ،موسیقی‌دان و کیمیاگر بود.
همچنین او از عرفای به نام کردستان و صوفیان سده ۱۳ میلادی بود.
جَفر و رمل علمی است که بر پایه علم حروف قرار گرفته و در جداول ۲۸ صفحه ای، در هر صفحه ۲۸ سطر و در هر سطر ۲۸ خانه و در هر خانه ۴ حرف گنجانده می شود. در علم جفر محاسبات با ترکیب حروف بصورت سوال انجام و پاسخ سولات استحصال می گردد.علم جفر و علم رمل که بر اساس ۰ ۱ ۰۰ تشکیل شده، بعدها پایه صنعت علوم کامپیوتری قرار گرفت . 
غربی ها با استفاده از علوم مسلمین، و سرقت کتب مهم مسلمانان از کتابخانه ها و بلاد اسلامی و جمع آوری و بهره برداری از آنها پیشرفت نمودند.
سید حسین اخلاطی استاد دهدار و دهدار استاد شیخ بهایی بود.
و از ابداعات او در موسیقی می‌توان به افزودن ۲۴ شعبه به ۱۲ مقام موسیقایی اشاره کرد. در واقع او به همراه شمس‌الدین کازرونی ،کمال‌الدین کازرونی ،اسحاق موصلی و میر فخرالدین موصلی هرکدام از ۱۲ مقام را به یک اوج و فرود تقسیم کردند.
اخلاطی رهبری یک فرقه صوفی را در ارمنستان به عهده داشت که مؤسس آن نیز بود پس از مرگش بَدرالدین بن قاضی سَماوْنَه رهبری آن به عهده گرفت و شش ماه به جای او نشست.

## زندگی‌نامه
علامه سید حسین اخلاطی زردانی، فرزند میر سید علی خراسانی در یکی از شهرهای ایالت قهستان بزرگ بنام زردان (zoordan&zardan) متولد گردیده و چون پدرش از بزرگان و حکما قهستان بود و نزد دربار شاهان جایگاه ویژه ای داشته، فرزندش در دربار مشغول و در راه کسب علم و دانش کمک می‌کند.
در مجالس‌العشاق شرح احوال او اینگونه آمده‌است:
سید حسین اخلاطی به جوانی که خوشش آمد کیمیاگری آموخت… و عجیب اینکه سه تن از مشاهیر مرید او بوده‌اند و سال‌ها در زیرزمین خانه‌ای که مسکن او بود به ریاضت و مجاهدت اشتغال داشته‌اند «فاما به حسب ظاهر چون تنزه آن حضرت بسیار بود دیدار ایشان ندیدند.

## شاگردان
از شاگردان او می‌توان به صائن الدین ترکه اصفهانی و بَدرالدین بن قاضی سَماوْنَه اشاره کرد.
شاه نعمت‌اله ولی نیز در مصر به ملاقات او نایل آمد.شرف‌الدین علی یزدی نیز مدتی که در مصر بود هم‌نشین و مصاحب او بود.
همچنین میر سید علی همدانی در محله ویجویه تبریز، بر سر مزار سراج‌الدین اخلاطی با او ملاقات کرد و از او اجازه ارشاد دریافت کرد.
در مجالس العشاق نقل است که میر سید شریف جرجانی نیز با وی مصاحبت داشته است.

## آثار
- ذخائر الاسماء - این کتاب در علم جفر است. محمود دهدار جواهر الاسرار را بر اساس آن نگاشته‌است.[۱۹]
- رموز الغرایب - در کیمیا[۲۰]
- الصنعه - در کیمیا[۲۱]